# Mosquée Al-Nurayn
La mosquée Al-Nurayn (arabe : مسجد النورين) est une mosquée située dans la ville palestinienne de Qusra,  au sud de Naplouse, en Cisjordanie.